# Sebastian Gairhos
Sebastian Gairhos (* 1971 in Bad Cannstatt) ist ein deutscher provinzialrömischer Archäologe.

## Leben
Nach dem Abitur in Heubach/Württemberg 1990 studierte er von 1991 bis 1993 Klassische Archäologie an der Universität Augsburg und von 1993 bis 1999 Provinzialrömische Archäologie an den Universitäten München, Wien und Reading. 1999 erlangte er den Magister Artium, 2004 wurde er an der Universität München promoviert. Anschließend war er bis 2005 an der Universität München im Forschungsprojekt Kastell Burghöfe angestellt. Seit Ende 2005 ist er bei der Stadtarchäologie der Stadt Augsburg tätig, seit 2009 als Leiter der Stadtarchäologie. Er ist zuständig für die Bodendenkmalpflege und sämtliche Grabungen im Stadtgebiet von Augsburg, dem römischen Augusta Vindelicum.

## Veröffentlichungen (Auswahl)
- Stadtmauer und Tempelbezirk von Sumelocenna. Die Ausgrabungen 1995–1999 in Rottenburg am Neckar, Flur „Am Burggraben“  (= Forschungen und Berichte zur Vor- und Frühgeschichte in Baden-Württemberg Bd. 104). Theiss, Stuttgart 2008, ISBN 978-3-8062-2170-1 (Dissertation).
- Zeugnisse spätantiken Christentums in Augsburg. „… qua Virdo et Licca fluentant …“ . Wißner-Verlag, Augsburg 2019, ISBN 978-3-95786-208-2.
- mit Andreas Hartmann, Salvatore Ortisi, Gregor Weber (Hrsg.): Das römische Augsburg. Militärplatz, Provinzhauptstadt, Handelsmetropole (= Antike Welt Sonderheft). WBG, Darmstadt 2022, ISBN 978-3-8053-5340-3.